# Den Krulsteirt
Den Krulsteirt is een Belgisch bier van hoge gisting.
Het bier wordt gebrouwen in Huisbrouwerij Den Tseut te Oosteeklo.
Het is een blond bier met een alcoholpercentage van 6,5%. Het wordt jaarlijks gebrouwen in de zomer ter gelegenheid van de Oosteeklose kermis.
Den Mulder ·
Den Tseut ·
Den Bi3r ·
Bras ·
Den Krulsteirt ·
Den Drupneuze ·
Belle Cies ·
Hoppesnoet